# Екологія
Екологія (від дав.-гр. οἶκος — середовище, житло і  λόγος — вчення, предмет) — це наука, що вивчає закономірності відносин між організмами та довкіллям, а також утворення і діяльність надорганізмових систем (популяцій, видів, біоценозів, біосфери).
Термін вперше запропонував німецький біолог Ернст Гекель 1866 року, в книзі «Загальна морфологія організмів» («Generelle Morphologie der Organismen») для позначення біологічної науки, яка досліджує взаємодію організмів з їхнім середовищем.
Стосовно рослин, цей термін уперше вжив данський ботанік Е. Вармінг 1895 року.

## Головні розділи
Сучасна екологія — наука про навколишнє середовище, основою якої є сукупність знань про живі організми на різних рівнях біологічної організації, їхню еволюцію, просторовий розподіл і розвиток біологічних систем у часі.
У структурі сучасної екології вирізняють такі основні напрямки; загальна, соціальна та прикладна екологія.
Загальна екологія охоплює аутоекологію (факторіальна екологія), демекологію (екологія популяцій), синекологію (екологія угруповань), екосистемологію (екологія екосистем), біогеоценологію (еквівалент[уточнити] екосистемології, основоположником якої є В. М. Сукачов), глобальну екологію та ноосферологію В. І. Вернадського.
Загальна екологія досліджує основоположні питання структурно-функціональної організації екосистем, а також взаємодію біосистем різних рівнів інтеграції між собою та довкіллям.
Соціальна екологія вивчає відносини у системі «суспільство — природа» між людьми та навколишнім середовищем, а також взаємозалежність серед людей, колективів та інституцій.
Розділами соціальної екології є економіка природокористування, екологія людини, антропогеографія, біоекологія, екофілософія, історія цивілізації, екологічне право, екологічні технології, екологічна етика, тощо.
Прикладна екологія з'ясовує різні сторони дії чинників довкілля на біосистеми і спрямована на розв'язання, здебільшого, практичних питань.

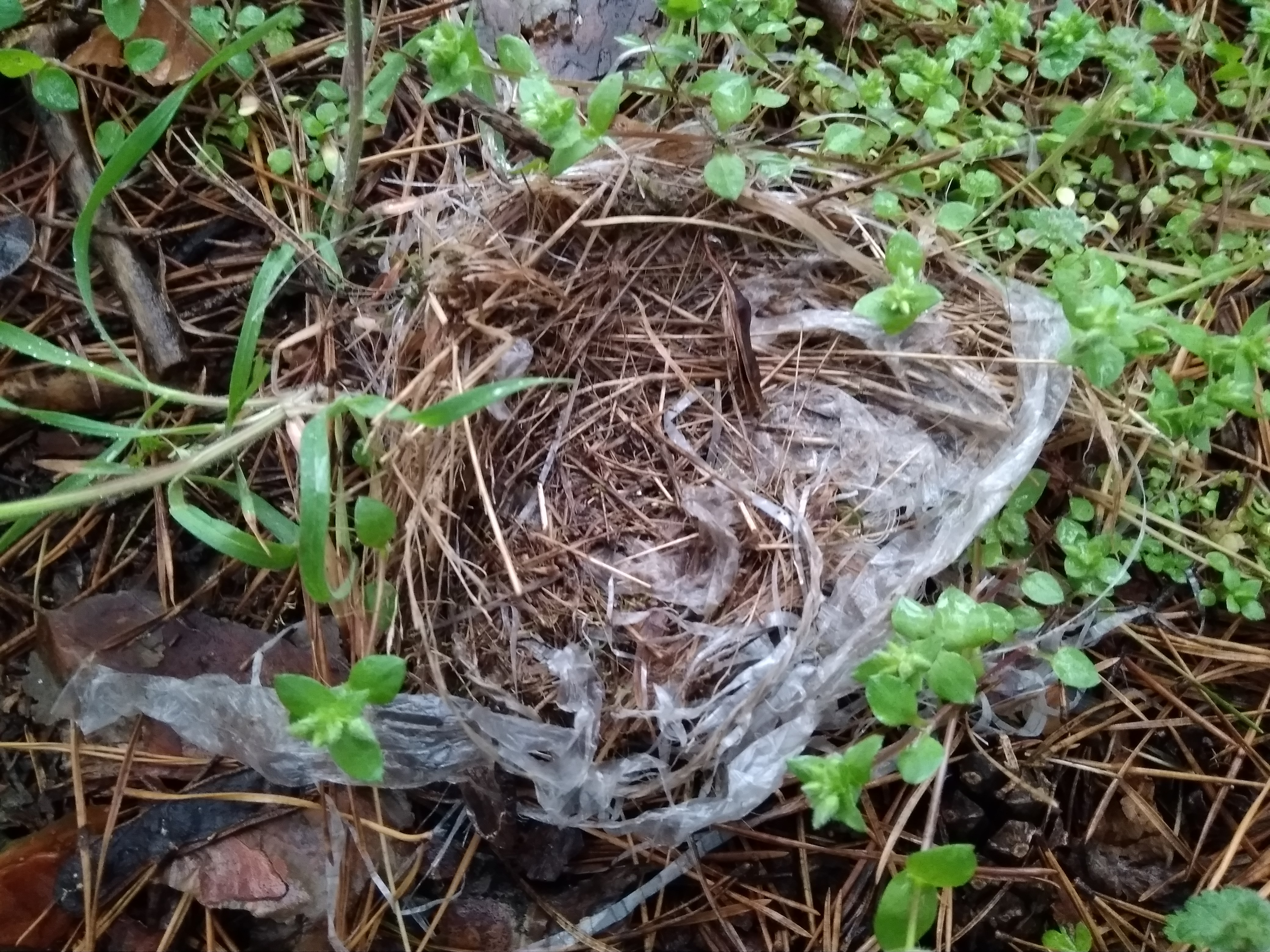
Через негативні зміни в екосистемі, сучасні пташки почали застосовувати «новітні матеріали» для будівництва гнізд (стільки сміття у лісах). Миколаїв, 2018.

- сільськогосподарська екологія
- екологічний моніторинг
- екологічна токсикологія
- управління екосистемами
- заповідна справа
- наукові основи охорони довкілля
- геоекологія (вивчає охорону і раціональне використання природних ресурсів, поділяється на атмо-, гідро-, літоекологію).
- техноекологія — вивчає техногенні фактори впливу на довкілля.

Отож сьогодні є підстави говорити про складно організовану систему — екологічне знання.
Екологія є науковою основою раціонального використання природних ресурсів і стійкого розвитку суспільства, охорони біологічного різноманіття. Екологічне знання дає змогу розробити дієві кроки до подолання екологічної кризи та вирішувати різні екологічні проблеми.

## Закони екології
1. Список основних екологічних законів, принципів і концепцій
2. Закон мінімуму (закон Лібіха)
3. Закон толерантності (закон Шелфорда)
4. Закон біогенної міграції атомів (закон Вернадського)
5. Закон внутрішньої динаміки рівноваги
6. Закон оптимальності
7. Закон односпрямованості потоку енергії
8. Закон рівно-визначеності умов життя
9. Закон розвитку довкілля
10. Закон сукупної дії природних факторів
11. Закон ґрунтостомлення (зниження родючості)
12. Закон фізико-хімічної єдності живої речовини (сформульований Вернадським)

### Закони екології Коммонера
Закони екології сформулював американський еколог Баррі Коммонер (1974). Основні положення їх такі:
- «Усе пов'язане з усім»; це означає, що жива динаміка складних і розгалужених екологічних ланцюжків утворює єдину взаємопов'язану систему; в абстрактному варіанті це твердження повторює відоме діалектико-матеріалістичне твердження про всезагальний зв'язок речей і явищ;
- «Усе повинне кудись подітися»; це неформальне перефразування основоположного фізичного закону збереження матерії; тут Коммонер ставить одне з найважчих питань прикладної екології — проблему асиміляції біосферою відходів людської цивілізації;
- «Природа знає краще»; це твердження викликає в літературі найбільшу критику; це положення розпадається на дві відносно незалежні тези: перша перегукується з відомим гаслом «Назад до природи», який нині не може бути схваленим через свою нереалістичність; друга, пов'язана з закликом до обережного використання природних екосистем, важлива і конструктивна;
- «Ніщо не дається даром» (цей закон об'єднує три попередні): на думку Коммонера, «глобальна екосистема є єдиним цілим, в межах якого ніщо не може бути вигране або втрачене і яке не може бути об'єктом загального покращення; усе, що було взяте з екосистеми людською працею, має бути відшкодоване. Пла́ти за цим векселем не можливо уникнути; вона може бути лише відтермінована».

М. Ф. Реймерс (1994), класифікуючи й узагальнюючи закони, принципи, правила, аксіоми, афоризми, метафори, догми, намагається створити певний ієрархічний блок екологічних законів.

## Напрямки досліджень
Екологія вивчає взаємовідносини організмів із довкіллям, досліджує структурно-функціональну організацію надорганізмових (епіорганізмових) систем — популяцій, угруповань, екосистем, гемомеріди (біосфера), виявляє механізми підтримання їхньої стійкості у просторі й часі, закономірності їхнього розвитку.
Основні напрямки досліджень:
- Дослідження впливу різних чинників довкілля (зокрема й антропогенного походження) на біосистеми різного рівня інтеграції (організмового, популяційного, біоценотичного тощо).
- З'ясування особливостей дії екологічних чинників на поширення, чисельність та еволюцію організмів на нашій планеті.
- Розроблення проблем популяційної екології та екології екосистем — вивчення структурно-функціональної організації популяційних систем, угруповань рослин, тварин і мікроорганізмів, біотичних угруповань, дослідження структури й особливостей функціональної стійкості екосистем.
- Вивчення закономірностей трансформації енергії та колообігу речовин в екосистемах і біосфері, дослідження динаміки біогеоценотичного покриву, біотичних угруповань, екосистем.
- Розроблення підходів і методів, що забезпечують системні екологічні дослідження, моделювання сукцесійних та еволюційних процесів в екосистемах.
- Вивчення дії екологічних чинників на продуктивність популяцій окремих видів рослин і тварин, біотичних угруповань і екосистем, з'ясування механізмів взаємодії складових екосистем, що забезпечують їхню цілісність і стійкість.
- Розроблення і впровадження методів екологічного моніторингу та систем біоіндикації, моніторингові дослідження стану довкілля й біоти екосистем.
- Розробка методів нормування антропогенного навантаження на екосистеми, прогнозування стану природних комплексів і екосистем під впливом екологічних чинників.
- Розв'язання проблем збереження природних комплексів і біорізноманіття в сучасних умовах та опрацювання наукових основ заповідної справи.
- Математична екологія, моделювання екологічних і соціальних процесів.

## Історія

### Перший етап
Про залежність рослин від зовнішніх умов добре знали ще перші землероби за багато століть до нової ери (10-15 тис. років тому). Сівозміну сільськогосподарських культур застосовували в Єгипті, Китаї та Індії 5 тисячоліть тому. Складна і екологічно вивірена система землеробства була в індіанців мая в стародавній Америці. Питання екології відображені в епічних творах і легендах: в давньоіндійському епосі «Махабхарата» (VI—II ст. до н. е.; відомості про звички і спосіб життя 50 тварин), в рукописних книгах Китаю і Вавилона (терміни посіву та збору диких і культурних рослин, способи обробітку землі, види птахів і звірів).

### Другий етап
Теофраст (372—287 до н. е.) описав 500 видів рослин. Найголовнішими роботами різнобічного науковця (його праці: «Про каміння», «Про вогонь», «Про смаки», «Про втому», «Про прикмети погоди», «Характери», «Підручник риторики» та ін.) і філософа стали «Дослідження про ботаніку» в 9 книгах: 1 — про частини і морфологію рослин, 2 — догляд за садовими деревами, 3 — опис лісових дерев, 4 — опис заморських рослин та їхніх хвороб, 5 — про ліс та його користь, 6 — про чагарники і квіти, 7 — про городні рослини і догляд за ними, 8 — про злаки, бобові і про рільництво, 9 — про лікарські трави. Теофраст зробив ботаніку самостійною наукою, відокремивши її від зоології. Отож його і називають батьком ботаніки.
Давньогрецькі філософи багато в чому ототожнювали рослини і тварин, вважали, що рослини можуть радіти і засмучуватися, органи тварин ототожнювали з органами рослин: коріння — рот і голова, стебла — ноги й живіт, і т. д. Мріяли виростити в колбі живу істоту (гомункулус).
Але Теофраст був не тільки батьком ботаніки. Велику увагу у власних працях, він приділяв впливу зовнішнього середовища на живі організми, і саме він вперше розділив покритонасінні рослини на життєві форми: дерева, чагарники, напівчагарники і трави — з урахуванням залежності від ґрунту і клімату.
Пліній Старший (23-79 років н. е.) у власній багатотомній «Філософії природи», багато явищ природи розглядав зі справді екологічного боку. Стародавні вчені замислювалися про те, про що розмірковуємо і ми з вами.
В середні віки в Європі стався відкат людської думки далеко назад, церква на кілька століть стала гальмом розвитку всіх природничих наук. Зв'язок будови організмів з середовищем, цілком приписувалася волі Бога. Наукові відомості містяться в одиничних роботах (багатотомний твір Венсені де Бове (XIII століття) «Дзеркало речей», «Повчання Володимира Мономаха» (XI), «Про повчання і подібність речей» домініканського монаха Іоанна Сієнського (XIV)) і мають прикладний зміст; полягають в описі цілющих трав, культивованих рослин і тварин. Але вже в пізнє середньовіччя стали з'явилися нові віяння в науці — зачатки екології. Альберт Великий (Альберт фон Больштедт, ~ 1193—1280 рр.) в працях про рослини надає великого значення умовам зростання, зокрема світловому фактору — «сонячному теплу», розглядає причини «зимового сну».

### Третій етап
У першій половині XVIII століття Карл Лінней створив таксономічну систему тварин і рослин, якою біологи користуються й досі. Крім бінарної номенклатури, він розробив термінологію, ввівши в систематику понад 1000 термінів для різних органів рослин та їх частин.
Вже перші систематики: Андреа Цезальпіно (1509—1603), Джон Рей (1623—1705), Жозеф Піттон де Турнефор (1656—1708), відзначали залежність рослин від умов середовища і місць зростання. Жорж Леклерк Бюффон (1707—1788) в «Природній історії» (не проводячи дослідів!) писав про вплив клімату на тваринні організми, Жан Батист Ламарк (1744—1829) відкрив еволюцію життя. Ламарк був послідовником Карла Ліннея і склав класифікацію тварин («Філософія зоології»), що відображає походження — еволюцію, тварин, вибравши як ознаки внутрішню будову (відокремив безхребетних від хребетних) і будову нервової системи (бездушні — інфузорії і поліпи, які відчувають — всі інші безхребетні, і розумні — хребетні).
Відомий англійський хімік Роберт Бойль (1627—1691) поставив перший екологічний дослід з впливу низького атмосферного тиску на розвиток тварин, а Франческо Реді експериментально довів, що самозародження складних тварин неможливе. Антоні ван Левенгук, який винайшов мікроскоп, був першим у вивченні трофічних ланцюгів і регуляції чисельності організмів.
Таким чином екологічні концепції, такі як харчові ланцюги, регуляція та продуктивність популяції, були вперше розроблені у 1700-х роках через опубліковані роботи Антоні ван Левенгука та ботаніка Річарда Бредлі (1688?–1732).

### Четвертий етап

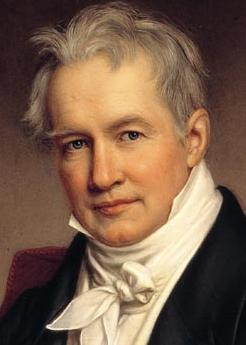
Александер фон Гумбольдт

Період: кінець XVIII — початок XIX століття.
Цей етап пов'язаний з великими ботаніко-географічними дослідженнями, що сприяли подальшому розвитку екологічного мислення. На початку XIX ст. відокремлюються в самостійні галузі екологія рослин і екологія тварин. Вчені цього часу досліджували закономірності організмів і середовища, взаємовідносини між організмами, призвичаюваність і пристосованість. Величезну роль у розвитку екологічних ідей, зіграв німецький науковець А. Гумбольдт (1769—1859), що заклав основи біогеографії. У книзі «Ідеї географії рослин» (1807) він ввів низку наукових понять, які використовуються екологами і сьогодні (екобіоморфа рослин, асоціація видів, формація рослинності та інше).
З'явилися роботи, в яких автори розуміють місце існування, як сукупність чинних екологічних факторів. У 1832 р. О. Декандоль обґрунтував необхідність виділення нової галузі наук «епірреалогії». Він писав: «… Рослини не обирають умови середовища, вони їх витримують або вмирають. Кожен вид, що живе в певній місцевості, за певних умов представляє немовби фізіологічний досвід, демонструє нам спосіб впливу теплоти, світла, вологості і настільки різноманітні модифікації цих факторів …».

### П'ятий етап
Найважливішою віхою у розвитку екологічних уявлень про природу став вихід в світ славетної книги Чарлз Дарвін (1809—1882) про походження видів шляхом природного добору, жорсткої конкуренції.
Це велике відкриття в біології, стало потужним поштовхом для розвитку екологічних ідей. У Дарвіна було багато послідовників. Один з них — німецький зоолог Ернст Гекель (1834—1919). Він домігся відкриття філогенетичного факультету в Єнському університеті, багато років успішно вивчав радіолярій, чудово малював, але міг робити висновки, не підкріплені фактами. Гекель вигадав багато різних термінів для класифікації відділів наук; багато років він шукав одноклітинний організм, який дав початок всьому живому; шукав загальний закон, який би пояснив всі явища. Незабаром після виходу в світ праці Дарвіна — в 1866 р. він запропонував термін для нової науки — «екологія», який згодом отримав загальне визнання.
Саме 1866 рік слід вважати роком народження екології. Наприкінці XIX ст. вона являла собою науку про адаптацію організмів до кліматичних умов, але лише через 100 років перетворилася на цілий світогляд — загальну екологію. У 1895 р. данський вчений Еугеніус Вармінг (1841—1924) ввів термін «екологія» в ботаніку для позначення самостійної наукової дисципліни — екології рослин.
Отож, загальним для періоду наївної екології, що тривав з початку розвитку цивілізації до 1866 р., є накопичення та опис неосяжного фактичного матеріалу і відсутність системного підходу в його аналізі.

### Шостий етап
У 1877 р. німецький гідробіолог К. Мебіус (1825—1908) на основі вивчення вустричних банок в Північному морі, розробив учення про біоценози, як угруповання організмів, які через середовище проживання, найтіснішим способом пов'язані один з одним. Саме його праця «Вустриці і вустричне господарство» поклала початок біоценологічним — екосистемним дослідженням, які надалі збагатилися методами обліку кількісних співвідношень організмів.
Винятково великими, є заслуги В. В. Докучаєва (1846—1903), коли він створив вчення про природні зони і вчення про ґрунт, як особливе біокосне тіло (систему).
Особливо широко дослідження надорганізмового рівня, стали розвиватися з початку XX століття. Повсюдно стали створюватися різні наукові товариства та школи: ботаніків, фітоценологів, гідробіологів, зоологів, тощо,  випускатися журнали.
- 1916 р. — Ф. Клементс показав адаптивність біоценозів і адаптивний зміст цього,
- 1925 р. — Август Тінеманн ввів поняття «продукція»,
- 1927 р. — Ч. Елтон виділив своєрідність біоценотичних процесів, ввів поняття екологічна ніша, сформулював правило екологічних пірамід.

До 30-их років XX століття були створені різні  класифікації рослинності на основі морфологічних, еколого-морфологічних та динамічних ознак фітоценозів.

### Сьомий етап
Сьомий етап відбиває новий підхід до досліджень природних систем — в його основу покладено вивчення явищ матеріально-енергетичного обміну, формування загальної екології, як самостійної науки. Г. Ф. Гаузе на початку 40-х років минулого століття, проголосив принцип конкурентного вилучення, вказавши на важливість трофічних зв'язків, як основного шляху для потоків енергії через природні системи. Слідом за Гаузе, 1935 року, англійський ботанік А. Дж. Тенслі ввів поняття екосистеми, і цей рік заведено вважати роком народження загальної екології як науки, предметом вивчення якої, є не тільки окремі види і популяції видів, а й екосистеми, в яких біоценози розглядаються з біотопами, як єдине ціле.
У загальній екології з цього часу чітко виділилися два напрямки — аутекологія і синекологія. В фітоценології загальне визнання отримала парадигма дискретності рослинного покриву, що пояснюється прагненням до класифікаційних робіт.
Майже одночасно з Артуром Тенслі, В. М. Сукачов в 1942 р., слідуючи Г. Ф. Морозову, розробив систему понять про лісовий біогеоценоз, як про природну систему, однорідну за всіма показниками (рослинним покривом, світом тварин і мікроорганізмів, поверхневою гірською породою, гідрологічними, ґрунтовими, мікрокліматичними умовами, за типом взаємодій, обміном речовиною і енергією між його складовими і між ними та іншими явищами природи).

### Восьмий етап
«Екологізація» науки; становлення екологічних наук, що враховують діяльність людини, тобто соціальної та політичної спрямованості. Зростання цікавості до вивчення популяцій (демекологія), динаміки утворення біогеоценозів в зв'язку з антропогенними порушеннями. Велика увага приділяється стаціонарним дослідженням. Основна методологія — системний аналіз. Один з головних напрямків — тривалий екологічний моніторинг різних рівнів (наземний, регіональний, глобальний тощо). Період: з 80-х років XX століття дотепер. Специфіка — відмова від примату конкурентних взаємовідносин в ценозі; в фітоценології зміна парадигми дискретності на парадигму континуальності; розвиток методів і теорії екологічного моніторингу.
В останнє десятиліття відбулося об'єднання ряду тенденцій останніх періодів. Вченими визнається як континуальність, так і дискретність рослинного покриву — в природі є і те і це, утворюється нова парадигма — біологічного різноманіття.

### Сучасний етап
Сучасна екологія — складна багатогранна дисципліна, основою якої є біогеографічні знання, але яка поєднує сьогодні всі природничі, точні, гуманітарні і соціальні науки, з метою пошуків шляхів оптимального розвитку людства на якнайбільш далеке майбутнє, вироблення нових методів збереження біосфери планети. Сьогодні її поділяють на: біоетику, біоекологію, геоекологію, техноекологію, соціоекологію і космічну екологію.

#### Структура
Вирізняють такі основні напрямки екології:
- загальна — вивчає основоположні питання структурно-функціональної організації екосистем, а також досліджує взаємодію біосистем різних рівнів інтеграції між собою та довкіллям;
- спеціальна — досліджує закономірності діяльності конкретних екосистем або особливості пристосування популяцій різних видів організмів чи їхніх угруповань до умов навколишнього середовища;
- прикладна — з'ясовує різні особливості дії чинників довкілля на біосистеми і спрямована на розв'язання переважно практичних питань.

#### Види
- агроекологія (сільськогосподарська екологія)[7]
- аутоекологія (екологія організмів)[8]
- популяційна екологія (демекологія)[9]
- синекологія (екологія угруповань)[10]
- системна екологія (екологія екосистем)[11]
- екологія людини із такими підрозділами, як соціоекологія, антропоекологія.[12]
- еволюційна екологія — вивчає історичні зміни екосистем і біосфери у зв'язку зі змінами умов довкілля.[13]